# Ashland (Pensilvania)
Ashland es un borough ubicado en los condados de Schuylkill y Columbia en el estado estadounidense de Pensilvania. En el año 2000 tenía una población de 3283 habitantes y una densidad poblacional de 728,5 personas por km².

## Geografía
Ashland se encuentra ubicado en las coordenadas 40°46′54″N 76°20′40″O / 40.78167, -76.34444.

## Demografía
Según la Oficina del Censo en 2000 los ingresos medios por hogar en la localidad eran de $27 234 y los ingresos medios por familia eran $34 688. Los hombres tenían unos ingresos medios de $30 500 frente a los $20 920 para las mujeres. La renta per cápita para la localidad era de $15 036. Alrededor del 12.8% de la población estaba por debajo del umbral de pobreza.